# 陳長清
陳長清（1951年4月27日—），台灣人，中國圍棋會四品職業棋士，1980年代台灣棋壇霸主。

## 生平
- 1981年 以四勝二負挑戰棋王陳永安成功，獲得生平首冠「棋王」。同年以七勝一負之成績，成為第一屆國手。開啟台灣圍棋長達十年的陳長清時代。
- 1982年，包攬台灣三大頭銜賽—名人，國手，棋王，中國圍棋會史上唯一大三冠。
- 1991年，因不滿中國圍棋會在名人賽前臨時將賽制改為擂台賽，宣布退出職業棋壇。
- 職業生涯累積了18個冠軍，6個亞軍，僅次於後來的台灣第一人周俊勳九段。

## 升段紀錄
- 1979年5月25日 入品 中國圍棋會
- 1982年4月2日 敘為六品 中國圍棋會
- 1985年 晉升五品 中國圍棋會
- 時間不詳 晉升四品 中國圍棋會

## 戰績

### 國內戰績
| 頭銜 | 期數              | 通算期數 | 備註                              |
| ---- | ----------------- | -------- | --------------------------------- |
| 名人 | 第8，14，15，17期 | 通算4期  | 累積4冠                           |
| 國手 |                   | 通算9期  | 舊國手戰第1—7，9，10期（累積9冠） |
| 棋王 | 第3—6期           | 通算4期  | 累積4冠                           |
| 王座 |                   | 通算1期  | 快棋王座第1期                     |

- 舊國手戰（應昌期基金會主辦）。1981年—1999年，共19屆。詳見台灣國手戰。

### 國際戰績
共取得台灣代表權二次，總成績0勝2負
| 頭銜     | 年份   | 期數  | 最佳成績 | 註      |
| -------- | ------ | ----- | -------- | ------- |
| 富士通杯 | 1991年 | 第4期 | 16強     | 本賽2次 |